# بيلي فاغنر
بيلي فاغنر (بالإنجليزية: Billy Wagner) (و. 1971  م) هو لاعب كرة قاعدة، من الولايات المتحدة، يلعب كCloser (baseball) ‏، ورامٍ مساعد ‏، ومرسل الكرة ‏.

## التعليم
تعلم في Ferrum College ‏، وTazewell High School ‏.

## روابط خارجية
- بيلي فاغنر على موقع دوري كرة القاعدة الرئيسي (الإنجليزية)
- بيلي فاغنر على موقعبيزبول رفرنس.كوم (الدوري الرئيسي) (الإنجليزية)
- بيلي فاغنر على موقعبيزبول رفرنس.كوم (الدوري الثانوي) (الإنجليزية)
- بيلي فاغنر على موقع إي إس بي إن.كوم (أم.أل.بي) (الإنجليزية)
- بيلي فاغنر على موقع مشجعي الرسوم البيانية (الإنجليزية)
- بيلي فاغنر على موقع قاعة فرجينيا للمشاهير الرياضية (الإنجليزية)